# 해운대인문학도서관
해운대인문학도서관은 부산광역시 해운대구에 있는 공립 도서관이다.

## 연혁
- 2018년 3월 16일 개관.